# Thể thao chuyên nghiệp

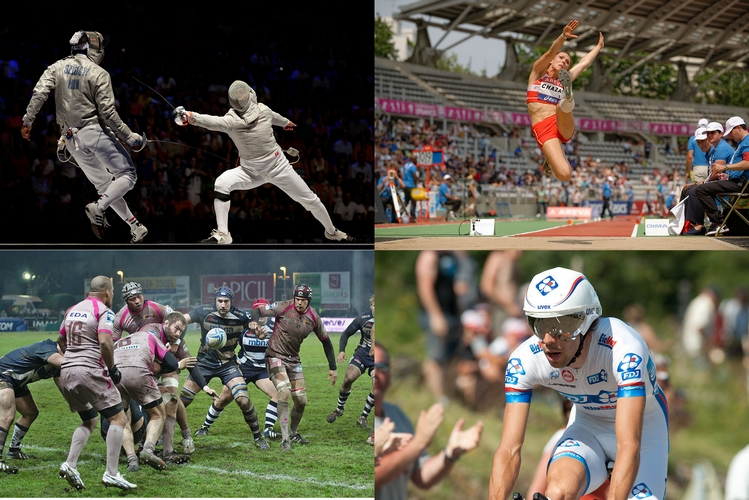
Thể thao chuyên nghiệp

Thể thao chuyên nghiệp, ngược lại với thể thao nghiệp dư, là các môn thể thao mà vận động viên nhận được thù lao nhờ thành tích họ đạt được trong quá trình thi đấu. Tinh thần thể thao chuyên nghiệp trở nên quan trọng hơn nhờ sự kết hợp của nhiều yếu tố. Truyền thông đại chúng và sự gia tăng thời gian rảnh mang tới lượng khán giả, thính giả cao hơn vì vậy mà các tổ chức và đội thể thao có thể thu về nhiều tiền hơn và giúp nhiều vận động viên có thể trang trải kinh phí và duy trì sự nghiệp thể thao của mình, có đủ thời gian tập luyện cần thiết cho việc cải thiện các kỹ năng, sức khỏe và kinh nghiệm sao cho phù hợp với trình độ thành tích của thế giới. Sự điêu luyện trong thi đấu cũng giúp tăng độ phổ biến của các môn thể thao nói riêng và thể thao nói chung. Hầu hết các môn thể thao được thi đấu một cách chuyên nghiệp ngày nay đều có số lượng người chơi nghiệp dư cao hơn rất nhiều lần so với số vận động viên chuyên nghiệp.

## Phản đối thể thao chuyên nghiệp
Thể thao chuyên nghiệp bị coi là đi ngược với nguyên tắc quan trọng nhất của thể thao, đó là thi đấu vì niềm đam mê thuần túy hơn là để kiếm sống. Do đó, nhiều tổ chức và nhà bình luận chống lại sự phát triển của thể thao chuyên nghiệp vì cho rằng nó làm chậm lại sự phát triển của thể thao. Một lý do khiến thể thao chuyên nghiệp bị phản đối trong lịch sử là việc các tổ chức thể thao chuyên nghiệp thường không gia nhập các liên đoàn thể thao thế giới và có luật lệ riêng của họ. Ví dụ NBA trước đây không phải là thành viên của FIBA.

## Mức lương
Những người tham gia vào thể thao chuyên nghiệp có thể nhận rất nhiều tiền khi thi đấu ở những trình độ cao nhất. Ví dụ như đội bóng chày chuyên nghiệp trả lương cao nhất là New York Yankees. Vào năm 2010 Tiger Woods là vận động viên kiếm được nhiều tiền nhất theo Sports Illustrated với thu nhập 127.902.706 đôla tính cả tài trợ, gấp rất nhiều lần so với những gì anh nhận được từ thi đấu golf. Woods cũng là vận động viên đầu tiên trên thế giới nhận trên một tỉ đôla tiền thưởng và quảng cáo. Samuel Eto'o là cầu thủ bóng đá được trả lương cao nhất thế giới với 35,7 triệu bảng (trên 54 triệu đôla) một năm không tính thu nhập ngoài sân cỏ. Top mười vận động viên quần vợt nhận trung bình 3 triệu đô một năm. Hầu hết sự tăng trưởng về tiền lương đến từ bản quyền truyền hình; ví dụ như hợp đồng truyền hình cho giải NFL vào năm 2011 được định mức gần 5 tỉ đô một năm.
Tuy nhiên số liền lương của các vận động viên thuộc các giải hạng dưới giảm nghiêm trọng khi so sánh với hạng cao nhất, phần lớn là do ít người xem hơn. Ví dụ các đội của NFL có thể trả cho các cầu thủ của họ hàng triệu đôla mỗi năm mà vẫn duy trì doanh thu đáng kể, thì giải đấu bóng đá Mỹ lớn thứ hai của Hoa Kỳ là United Football League phải vất vả trả các hóa đơn và thất thoát tiền dù chỉ phải cấp cho cầu thủ của họ 20.000 đôla một năm. Tại Hoa Kỳ và Canada, hầu hết các giải vô địch chuyên nghiệp hạng áp chót vận hành theo kiểu: các đội này sẽ phát triển các cầu thủ trẻ cho các hạng đấu cao hơn để đổi lấy tiền lương của các cầu thủ đó. Ngược lại giải đấu đó có thể buộc phải phân loại thành các giải bán chuyên nghiệp hay nói cách khác là họ có thể trả cho vận động viên của mình một khoản nhỏ nhưng không đủ để chi trả cho mức sống của người đó.
Một số vận động viên chuyên nghiệp gặp khó khăn về tài chính sau khi giải nghệ, có thể là do sự đầu tư kém, tiêu tiền hoang phí, và thiếu các kĩ năng ngoài thể thao.